# Sixten Lewenhaupt
Sixten Oscar Cécile Charles Émile Lewenhaupt, född den 26 november 1849 i Strassburg, död den 14 oktober 1916 i Stockholm, var en svensk greve och militär. Han var sonson till Charles Adam Lewenhaupt, far till Gustaf och Charles Lewenhaupt samt svärfar till Corfitz Beck-Friis.
Lewenhaupt var kadett på Karlberg 1865–1870. Han deltog som fransk soldat i fransk-tyska kriget 1870–1871. Lewenhaupt blev underlöjtnant vid Närkes regemente 1871, löjtnant där 1878 och kapten 1889. Han kvarstod som sådan i det 1893 genom sammanslagning bildade Livregementet till fot. År 1890 reste han till Algeriet för krigstjänst vid första zuavregementet varifrån han återvände 1891. Lewenhaupt befordrades till major vid Göta livgarde 1897 och till överstelöjtnant vid Första livgrenadjärregementet 1901. Han var överste och chef för Södra skånska infanteriregementet 1904–1912. Lewenhaupt blev riddare av Svärdsorden 1894 och kommendör av första klassen 1912. Han vilar i en familjegrav på Norra begravningsplatsen utanför Stockholm.